# Ariadni Adamopoulou
Ariadni Adamopoulou (grekiska: Αριάδνη Αδαμοπούλου) född 19 december 2000 i Kifisiá i Attika, är en grekisk stavhoppare.
Adamopoulou tränas av Vasilis Megaloikonomou.

## Karriär
2016 (vid endast 15 års ålder) och 2024 har Adamopoulou vunnit de nationella inomhusmästerskapen i stavhopp. Adamopoulou deltog i Junioreuropamästerskapen i Borås 2019 och hoppade 4,05 och slutade på tionde plats. Hon har studerat vid University of Oklahoma sedan 2021, det året hoppade hon som högst 4,37 m. 2022 tangerade hon samma höjd i en tävling i Iowa. År 2024 återvände hon till Grekland och har höjt sitt personbästa till 4,50 m, en höjd hon klarat i tre tävlingar. Detta gav henne chansen att delta i olympiska sommarspelen 2024 i Paris.